# Congrès de Nantes
Le congrès de Nantes est le 61e congrès ordinaire du Parti socialiste tenu les 17-18 juin 1977 au Parc des expositions de la Beaujoire à Nantes.

## Contexte
Le congrès a lieu au lendemain des élections municipales marquées par une large victoire de l'Union de la gauche. L'alternance paraît proche et inévitable.
Michel Rocard lance un débat sur les « deux cultures » qui traversent la gauche française (« la deuxième gauche, décentralisatrice, régionaliste, héritière de la tradition autogestionnaire, qui prend en compte les démarches participatives des citoyens, en opposition à une première gauche, jacobine, centralisatrice et étatique »).

## Listes des contributions générales déposées
La phase des contributions générales et thématiques précède celle des motions. Elle permet de faire valoir des idées de groupe qui se rassemblent lors de celles des motions, beaucoup moins nombreuses. 

## Listes des motions déposées
La phase des motions est celles des textes finalement mis au vote des militants, après synthèse de contributions. 
Deux motions sont déposées :
- Motion 1 - « Unité, Responsabilité » déposée par François Mitterrand, soutenue par Pierre Mauroy, Gaston Defferre, Alain Savary, Louis Mermaz, Jean Poperen, Michel Rocard, Edith Cresson, Claude Estier, Pierre Bérégovoy, Lionel Jospin, Laurent Fabius, Arthur Notebart.
- Motion 2 - « Pour appliquer le programme commun : unité, autogestion, indépendance » déposée par Jean-Pierre Chevènement et le CERES (Didier Motchane, Georges Sarre, Michel Charzat, Edwige Avice, Pierre Carassus, Raymond Forni, François Autain).

## Congrès
Résultats des votes des motions :
- Motion 1 (François Mitterrand) : 4 441 mandats (75.1 %)
- Motion 2 (Jean-Pierre Chevènement, CERES) : 1 419 mandats (24,0 %)

La majorité sort renforcée sur la ligne de la réaffirmation de l'union de la gauche. La motion Mitterrand obtient plus de 75 % des voix. Le CERES reste dans la minorité sur la base d'orientations radicales : rupture avec le capitalisme « en 100 jours », nationalisations étendues, hausse importante du SMIC, etc. Les congressistes découvrent le premier hymne du parti, paroles d'Herbert Pagani et musique de Mikis Theodorakis, « Changer la vie ».

## Composition de la nouvelle direction

### Comité directeur
Le comité directeur exécute et fait exécuter la motion d'orientation majoritairement adoptée par le congrès. Il constitue en quelque sorte le parlement interne du parti, car il est le reflet direct de la réalité des sensibilités et des courants du PS. À l'issue de ce congrès, il est composé de 131 membres :
- 100 représentants de la motion 1 (Mitterrand - Mauroy - Savary - Rocard - Poperen)
- 31 représentants de la motion 2 (CERES)

Le nouveau comité directeur désigne les membres du Bureau exécutif et du Secrétariat national.

### Bureau exécutif
Le bureau exécutif assure l'administration et la direction du parti dans le cadre des attributions que lui délègue le comité directeur. Ses membres sont désignés selon les mêmes procédures que les membres du comité directeur :
- 21 membres sont issus de la motion 1, répartis selon les différents courants :
  - 10 « conventionnels » : François Mitterrand, Louis Mermaz, Claude Estier, Robert Pontillon, Lionel Jospin, Pierre Joxe, Georges Fillioud, Marie-Thérèse Eyquem, Edith Cresson et Yvette Roudy ;
  - 5 « ex-SFIO » : Pierre Mauroy, Gaston Defferre, Gérard Jaquet, Charles-Émile Loo et Roger Fajardie ;
  - 3 « rocardien » : Michel Rocard, Gilles Martinet et André Acquier ;
  - 2 « savaristes » : Dominique Taddei et Pierre Bérégovoy ;
  - 1 « poperéniste » : Jean Poperen.
- 6 membres sont issus de la motion 2 : Jean-Pierre Chevènement, Didier Motchane, Georges Sarre, Pierre Guidoni, Michel Charzat et Edwige Avice.

### Secrétariat national
Les membres du secrétariat national sont élus par le comité directeur sur proposition du premier secrétaire. Ils ont la charge de la mise en œuvre des décisions prises par le comité directeur et le bureau exécutif. Le secrétariat national, assure ainsi la gestion du parti.
- Premier secrétaire : François Mitterrand
- Secrétaire national à la coordination : Pierre Mauroy
- Secrétaire national aux fédérations et aux entreprises : Louis Mermaz
- Secrétaire national aux relations extérieures : Pierre Bérégovoy
- Secrétaire nationale aux étudiantes et à la jeunesse : Édith Cresson
- Secrétaire national à la presse et à l'information : Claude Estier
- Secrétaire nationale aux organismes associés et aux associations : Marie-Thérèse Eyquem
- Secrétaire national au contentieux et aux élections : Roger Fajardie
- Secrétaire national aux relations internationales et au tiers-monde : Lionel Jospin
- Secrétaire national - trésorier : Charles-Emile Loo
- Secrétaire national aux études : Gilles Martinet
- Secrétaire national aux relations internationales : Robert Pontillon
- Secrétaire national à la communication  : Jean Poperen
- Secrétaire national au secteur public : Michel Rocard
- Secrétaire nationale à l'action féminine : Yvette Roudy
- Secrétaire national à l'action culturelle : Dominique Taddei
- Secrétaire national adjoint à la formation : Gérard Delfau